# Chaguan
Chaguan (Chaguane, Ciawani), ime koje se spominje kao jedno od plemena koje je govorilo jezikom porodice Guarauan. Na Nimuendajúovoj mapi nalaze se označeni između Caño Piacoa i Sierra Imataca na desnoj obali delte Orinoca u Venezueli.
Plassard ih (1868) uz MariusawMariuse spominje kao jedno nekih 20 Warrau podplemena;.